# Брунсторф
Брунсторф (нім. Brunstorf) — громада в Німеччині, розташована в землі Шлезвіг-Гольштейн. Входить до складу району Герцогство Лауенбург. Складова частина об'єднання громад Шварценбек-Ланд.
Площа — 13,76 км2. Населення становить 727 ос. (станом на 31 грудня 2020).

## Галерея

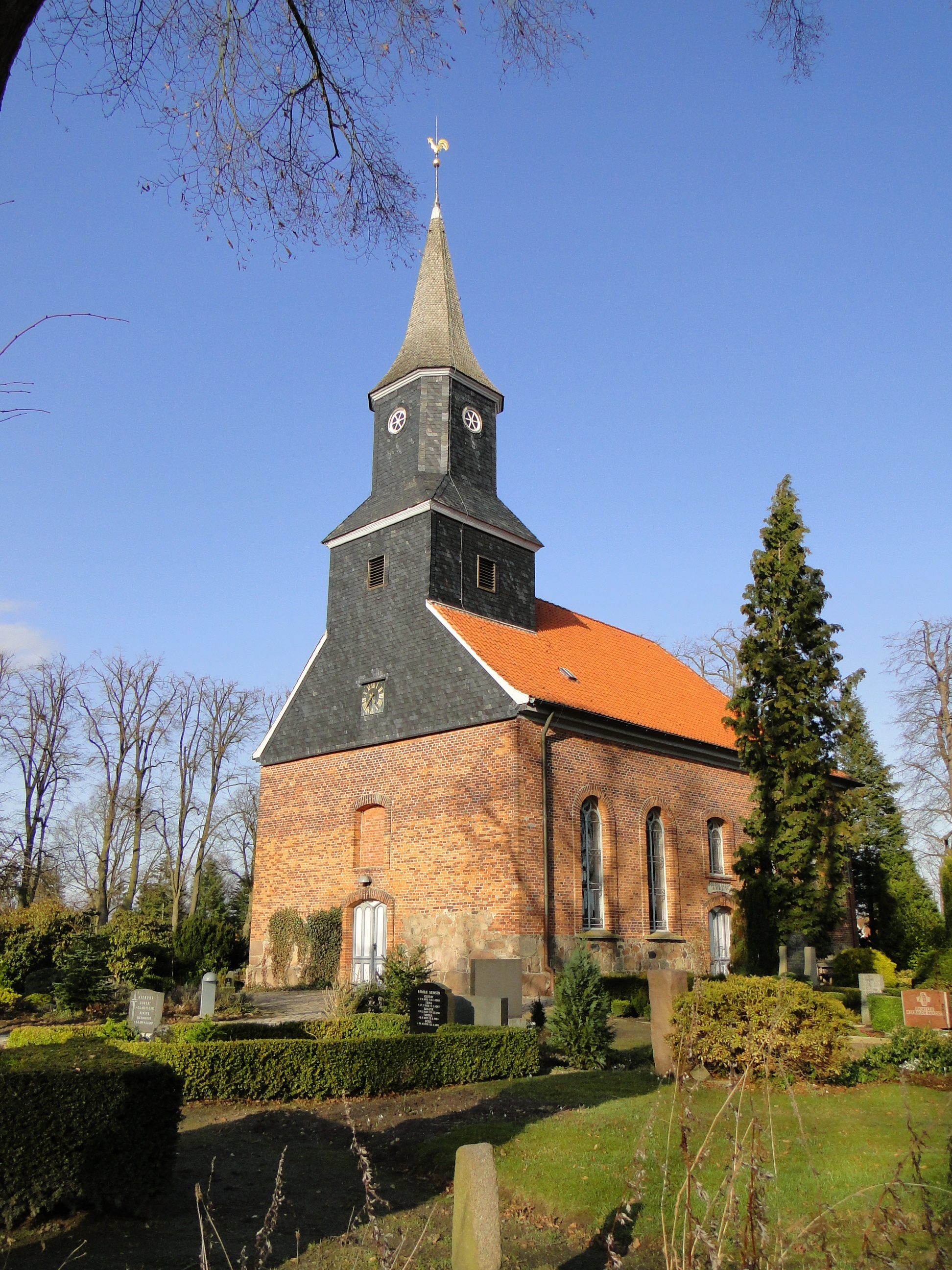